# Donyatt
Donyatt is een civil parish in het bestuurlijke gebied South Somerset, in het Engelse graafschap Somerset met 347 inwoners.